# 田尻惠保
田尻 惠保（たじり やすお、1947年12月1日 - ）は日本の実業家。神奈川県横浜市生まれ。都市拡業株式会社(現T.K.K.ホールディングス株式会社)代表取締役。一橋大学の同窓会如水会横浜支部（横浜如水会）の第11代支部長。

## 経歴
大蔵氏系田尻氏の系統で肥後の金峰山麓を治めていた「山之上三名字田尻氏」の末裔で宮大工の田尻儀作の曾孫として生まれる。
神奈川県立横浜平沼高等学校、一橋大学社会学部卒業。1977年（昭和52年）、一橋大学大学院博士課程を修了。学者を目指していたが、2代にわたって実家の会社に勤める社員に懇願され、家業を継ぐ決意をし父、田尻友作の経営する「田尻海運株式会社」に入社する。
田尻友作の退任に伴い1989年（平成元年）、水環境エンジニアリング企業である都市拡業株式会社代表取締役に就任する。
2022年(令和4年)同社グループ化組織変更によりT.K.Kホールディングス株式会社の代表取締役に就任。
生来透明な水に強い愛着を有し、横浜市内の川の汚染に人一倍心を痛め、水環境の「保全」でなく「修復」を事業領域の柱にすることを決める。修復の要となるのが1994年（平成6年）より総販売元として関わっていた水改質装置「ザ・バイオウォーター(THE BIOWATER)」で、2011年（平成23年）には製造元となる。
水環境エンジニアリングを通じての「買い手」、「売り手」、「世間（水環境）」が良くなる「三方良し」をビジネスの基本におき、2010年（平成22年）には創業100周年記念事業としてハイブリッドミニ水改質システム「エランビタール」、自然素材を使った尿石対策のバイオ洗剤「BWアースクリーン」、水溶性切削油腐敗防止装置「アクアヴェリテ」の開発を完了する。
水改質の技術を給水管の赤錆劣化対策に応用した事業を2013年（平成25年）より本格的に展開する。2014年（平成26年）にはその効果を判定する測定装置の開発を政府からの助成金を活用して完成させ、2015年（平成27年）7月は特許を取得する。これにより日本古来からの伝承技術でもあったザ・バイオウォーターの工業技術化が完成し、全国および海外展開を始めている。
給水管劣化防止の新技術として海外産業人育成協会（HIDA）などでセミナーを行ってきたほか、給水管の赤錆・赤水対策などについて学会発表や原稿執筆をしている。
近年は水改質の技術を給水管赤錆対策からスケール対策の工業技術として完成させることを目指し、スケール形成のメカニズムの研究から水改質の測定法と装置の特許を取得し、その装置を作成した。
ビシネスプランとしてはスケール対策による空調機の省電力の方法の特許と、省電力の指標であるCOP測定法を広く利用できる汎用COP測定法の特許を取得した。
この省電力フィールドテストを台湾工業技術研究院及びベトナム国ダナン工科大学と行い、その効果を実証した。

## 特許
- 尿石除去剤（第5047385号）
- 処理液の測定装置（第3835761号）
- 水質改良器具（第1383078号）
- 水改質効果判定装置及び水改質効果判定方法（特願2013-22359）
- 改質水防錆効果判定装置及び改質水防錆効果判定方法（第5780539号）
- 鋼管錆劣化修復方法(JP－2015-067952）
- 冷却装置及び冷却水循環方法(第6703660号)
- 排水槽の槽内無人化清掃方法、手動ロボットアーム及び排水槽の槽内無人化清掃装置(第7113405号)
- 水改質効果の評価方法及び評価装置、並びに、水改質効果有無の判定方法及び判定装置(第7359504号)
- 空調設備の成績係数の測定方法、測定装置、及び測定プログラム(第7437831号)